# Dhavalar, Sindgi
Dhavalar là một làng thuộc tehsil Sindgi, huyện Bijapur, bang Karnataka, Ấn Độ.